# Sangirbuulbuul
De sangirbuulbuul (Hypsipetes platenae) is een zangvogel uit de familie Pycnonotidae (buulbuuls).

## Kenmerken
De soort behoort tot een soortencomplex waartoe H. affinis, platenae, aureus, harterti, longirostris, chloris en lucasi behoren. Dit zijn van boven olijfgroen gekleurde buulbuuls met een gele borst en buik.

## Verspreiding en leefgebied
Deze vogel komt voor in de bergen van het eiland Sangihe Besar ten noordoosten van Sulawesi.

## Status
De grootte van de populatie is in 2016 geschat op 30-150 volwassen vogels. Op de Rode lijst van de IUCN heeft deze soort de status kritiek.